# Cezarevics
A cezarevics az Orosz Birodalom nyilvánvaló vagy a feltételezett (prezumptív) trónörökösének hivatalos címe volt 1797 és 1917 között.
Utolsó viselője Szent Alekszej Nyikolajevics nagyherceg volt.

## Használata
Gyakran összekeverik a sokkal általánosabb cárevics kifejezéssel, amely a mindenkori cár minden fiának címe volt, beleértve a nem orosz uralkodókat is, mint például a Krím, Szibéria és Grúzia cárjai.
Normális esetben egyszerre csak egy Cesarevics volt (kivételt képezett Konsztantyin Pavlovics nagyherceg, aki haláláig viselte a címet, annak ellenére, hogy a törvény az unokaöccsének adományozta), és a címet kizárólag Oroszországban használták.
A cezarevics címe volt még a cárevics és a nagyherceg is, hivatalos megszólítása az "ő császári felsége" volt.

## Története
1721-ben Nagy Péter felhagyott a „cár” fő címének használatával, és felvette az imperator (császár) címet, mire a cárevics (és a „cárevna”, amelyet V. Iván lányai életük végéig megtartottak) címek hivatalosan használaton kívül kerültek. A császár lányait ettől kezdve "cesarevnának" nevezték (Péternek ekkorra már nem volt élő fia). 1762-ben, miután III. Péter elfoglalta a császári trónt, egyetlen fiának, Pavel Petrovicsnak adományozta a szokatlan cesarevics címet. Ő volt az első a kilenc Romanov-örökös közül, aki ezt a címet viselte. A cím adományozásakor azonban Pált Péter törvényes fiának, de nem törvényes örökösének ismerték el, melyet anyja sem fogadott el.
Nemzetközi szinten inkább a másik címét, a  nagyherceget (великий князь) használták gyakrabban. E cím még a cesarevics előtti időkből származik, a Rurikidák idejéből, még azelőtt, hogy Moszkva nagyhercegei felvették volna a cári címet. Amikor Pál 1796-ban trónra lépett, azonnal fiát, Alekszandr Pavlovics Cesarevicset kiáltotta ki, és a címet 1797-ben törvényben is megerősítették, mint a trónörökös hivatalos címét (beépítve az Alaptörvények 145. cikkébe). 1799-ben I. Pál a Cesarevics címet adományozta második fiának, Konstantin Pavlovicsnak, aki furcsa módon megtartotta a címet azután is, hogy 1825-ben lemondott a trónról öccsük, I. Miklós javára.
Ettől kezdve minden császár legidősebb fia viselte a címet 1894-ig, amikor II. Miklós császár testvérének, Georgij Alekszandrovics nagyhercegnek adományozta azt, azzal a kikötéssel, hogy a jogosultsága megszűnik, amikor az uralkodónak fiú utódja születik. Amikor György 1899-ben meghalt, Miklós nem adományozta a címet legidősebb túlélő testvérének, Mihail Alekszandrovicsnak, bár Miklós egyetlen fia még öt évig nem született meg. Végül Alekszej Nyikolajevics (1904–1918) lett az Orosz Birodalom utolsó ceszarevicse, akit a családjával együtt a bolsevikok gyilkoltak le 1918-ban.

### A birodalom bukása után
Miután Kirill Vlagyimirovics nagyherceg 1924-ben száműzetésben elfoglalta az orosz trónt, fiát, Vlagyimir Kirillovics nagyherceget nevezte ki cesarevicsnek. 1997 óta a címet Vlagyimir unokájának, Georgij Mihajlovics Romanovnak tulajdonítják, akinek édesanyja, Marija Vlagyimirovna trónkövetelői minőségében adományozta neki.
A birodalom bukásáig azonban a legtöbben továbbra is cárnak, és nem császárnak nevezte az uralkodót, örökösét pedig éppen ezért cárevicsnek vagy nagyhercegnek, nem pedig cezarevicsnek.

## Lista
| # | Portré | Név                                                      | Születése            | Cezarevics           | Cezarevics                         | Halála                         | Uralkodó     |
| # | Portré | Név                                                      | Születése            | Kezdete              | Vége                               | Halála                         | Uralkodó     |
| - | ------ | -------------------------------------------------------- | -------------------- | -------------------- | ---------------------------------- | ------------------------------ | ------------ |
| 1 |        | ő császári felsége Pavel Petrovics nagyherceg            | 1754. október 1.     | 1762. július 9.      | 1796. november 17. uralkodó lesz   | 1801. március 23. '(46 évesen) | II. Katalin' |
| 2 |        | ő császári felsége Alekszandr Pavlovics nagyherceg       | 1777. december 23.   | 1796. november 26.   | 1801. március 23. uralkodó lesz    | 1825. december 1. (47 évesen)  | I. Pál       |
| 3 |        | ő császári felsége Konsztantyin Pavlovics nagyherceg     | 1779. április 27.    | 1801. március 24.    | 1831. június 27.                   | 1831. június 27.               | I. Sándor    |
| 4 |        | ő császári felsége Alekszandr Nyikolajevics nagyherceg   | 1818. április 29.    | 1831. szeptember 10. | 1855. március 2. uralkodó lesz     | 1881. március 13. (62 évesen)  | I. Miklós    |
| 5 |        | ő császári felsége Nyikolaj Alekszandrovics nagyherceg   | 1843. szeptember 20. | 1855. március 2.     | 1865. április 24.                  | 1865. április 24.              | II. Sándor   |
| 6 |        | ő császári felsége Alekszandr Alekszandrovics nagyherceg | 1845. március 10.    | 1865. április 24.    | 1881. március 13. uralkodó lesz    | 1894. november 1. (49 évesen)  | II. Sándor   |
| 7 |        | ő császári felsége Nyikolaj Alekszandrovics nagyherceg   | 1868. május 18.      | 1881. március 31.    | 1894. november 1. uralkodó lesz    | 1918. július 17. (50 évesen)   | III. Sándor  |
| 8 |        | ő császári felsége Georgij Alekszandrovics nagyherceg    | 1871. május 9.       | 1894. november 1.    | 1899. július 10.                   | 1899. július 10.               | II. Miklós   |
| 9 |        | ő császári felsége Alekszej Nyikolajevics nagyherceg     | 1904. augusztus 12.  | 1904. augusztus 12.  | 1917. március 15. apja lemondatása | 1918. július 17. (13 évesen)   | II. Miklós   |

## Fordítás
Ez a szócikk részben vagy egészben  a   Tsesarevich című angol Wikipédia-szócikk ezen változatának fordításán alapul.  Az eredeti cikk szerkesztőit annak laptörténete sorolja fel. Ez a jelzés csupán a megfogalmazás eredetét és a szerzői jogokat jelzi, nem szolgál a cikkben szereplő információk forrásmegjelöléseként.